# Huracán Diana (1990)
El huracán Diana fue la cuarta tormenta en recibir nombre y el segundo huracán de la temporada de huracanes del Atlántico de 1990. Se formó en agosto sobre el mar Caribe y tocó tierra en la península de Yucatán como tormenta tropical. Después, entró a la bahía de Campeche llegando a la categoría 2 de la escala de huracanes de Saffir-Simpson antes de arremeter con el estado mexicano de Veracruz. La tormenta causó más de $143 millones de dólares (2007 USD) en daños, matando a 139 personas.

## Historia meteorológica

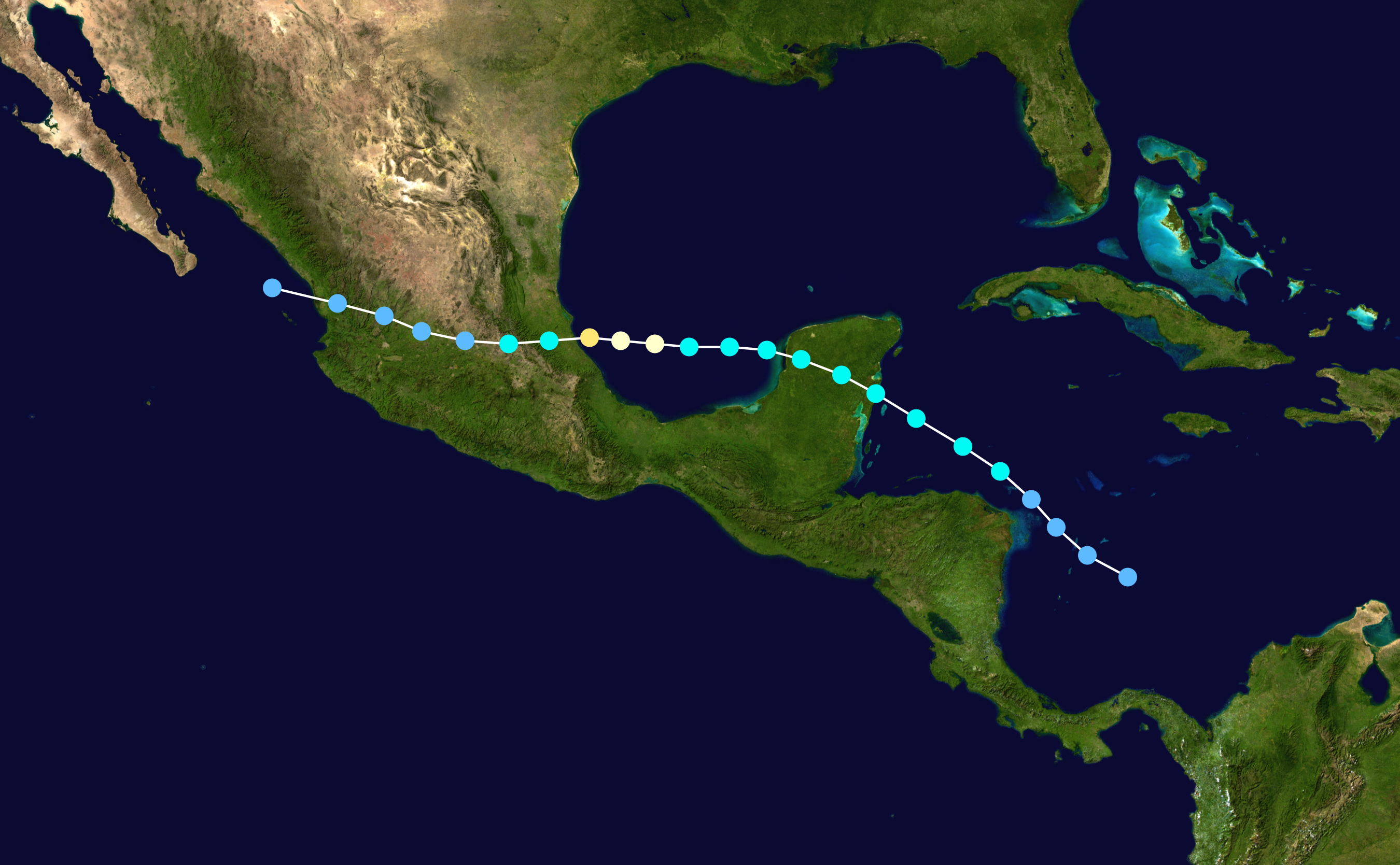
Trayectoria del huracán Diana, perteneciente a la temporada de huracanes en el Atlántico de 1990, siguiendo los colores de la escala de huracanes de Saffir-Simpson.

Una onda tropical partió de las costas de África el 27 de julio. Viajó en dirección oeste a través del desfavorable océano Atlántico, y permaneció desorganizada hasta que alcanzó el mar Caribe. La convección se incrementó al encontrarse con la costa norte de América del Sur, y continuó organizándose al moverse al oeste. Sobre el oeste del Caribe, las condiciones se volvieron muy favorables para su desarrollo, y la onda se organizó alcanzando nivel de depresión tropical al este de Nicaragua el 4 de agosto.
La depresión tropical se dirigió al noroeste bajó la influencia de una depresión de nivel medio, y se intensificó a tormenta tropical el 5 de agosto al noreste de Honduras. Siendo llamado Diana, contió rápidamente en dirección noreste, y arremetió contra las costas de Quintana Roo, al sur de la isla de Cozumel, en la noche de ese mismo día como una tormenta tropical de 100 km/h. La tormenta se debilitó un poco sobre la península de Yucatán y emergió hacia la bahía de Campeche el 6 de agosto como una tormenta tropical de 80 km/h.
Cuando la depresión de baja presión estaba sobre el golfo de México se debilitó, y corrientes de dirección forzaron a Diana a dirigirse al oeste, donde las condiciones se mantuvieron favorables. La tormenta rápidamente tomó fuerza en mar abierto, y Diana se convirtió en huracán el 7 de agosto. En esa misma noche, el huracán alcanzó vientos máximos de 160 km/h con ráfagas de hasta 165 km/h , justo antes de tocar tierra en Tampico, Tamaulipas. Se desplazó a través de México, manteniendo una débil pero discerbile circulación hasta que se disipó en el golfo de California el 9 de agosto.

## Impacto

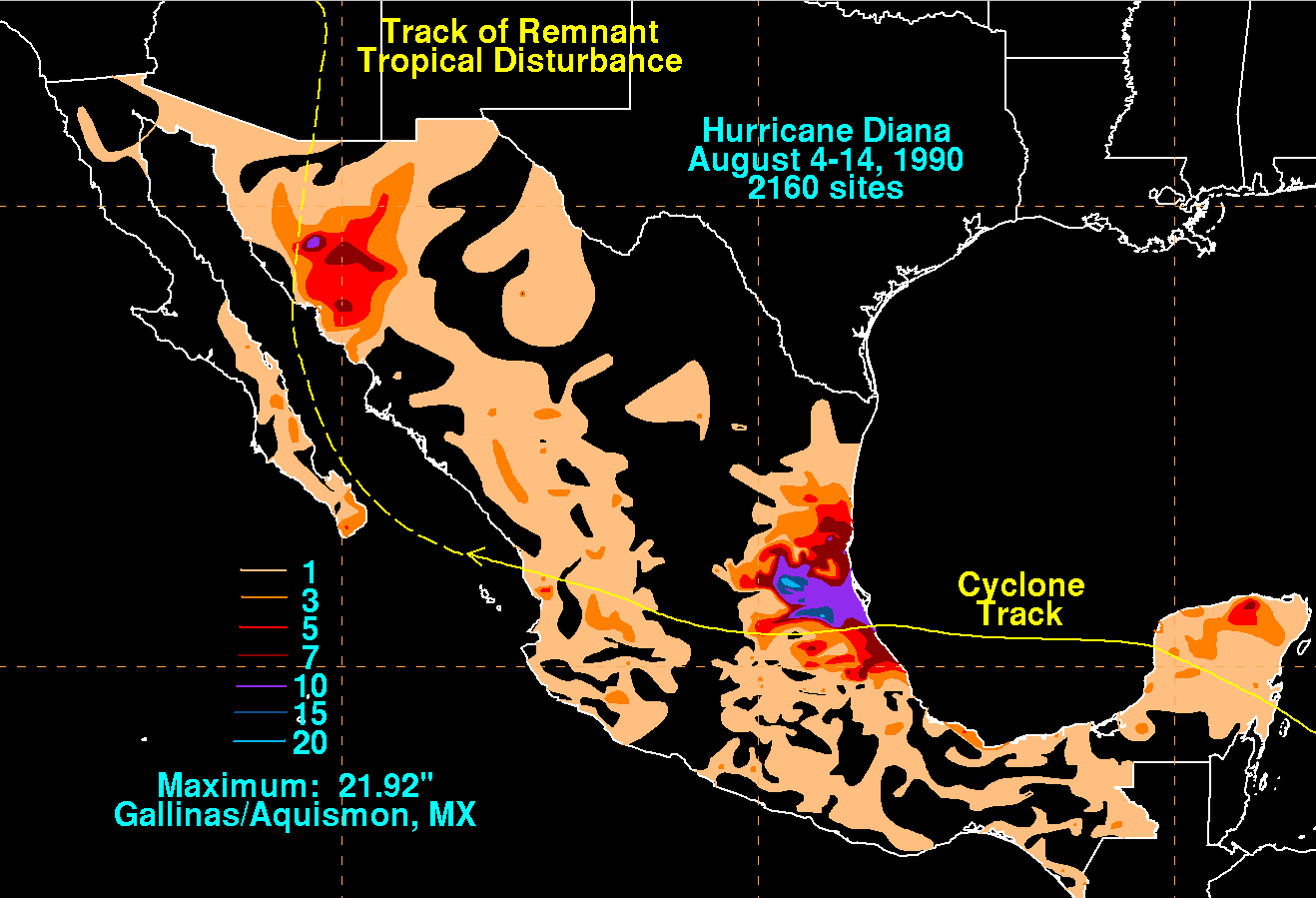
Precipitación de Diana sobre México.

Mientras cruzaba por la península de Yucatán, Mérida reportó vientos máximos sostenidos de 54 km/h con ráfagas de 65 km/h. Además, Diana causó fuertes lluvias a través del área, aunque se desconocen los daños.
En la masa continental de México, los estados de Veracruz,  Hidalgo, y Puebla, siendo este último el que golpeó más fuerte con más de 75,000 personas afectadas por el huracán.
El nombre de "Diana" fue retirado de la lista de nombres de huracanes, fue remplazado por "Dolly" para la Temporada de 1996.